# Сім'я інків
Сім'я інків — основна суспільно-економічна одиниця в імперії інків Тауантінсую. Була складовою громади-айлью. У простолюду сім'я була моногамною, у місцевої знаті, аристократії імперії, представники правлячої династії та Сапа Інки — полігамною.

## Родина простолюдинів
Головою сім'ї був пурех — особисто вільний мешканець імперії у віці від 25 до 50 років. Пурехів та членів їх родин у сукупності називали «хатун руна». Усе життя інкської сім'ї регламентувалося державою, водночас вона мала підкорятися своїй громаді. Чоловіки та жінки в родини поділялися на 10 категорій.
У чоловіків до 1 класу відносилися «немовлята», до 2 — «немовлята, що почали повзати», до 3 категорії — «граючі діти» — належали хлопчики до 9 років. Останні вже повинні були допомагати по дому. 4 група, що називалася «діти, що полюють з силками», включала хлопчиків від 9 до 12 років (вони починалися допомагати в полюванні), до 5 — юнаки від 12 до 18 років. Ці молоді люди головним чином охороняли худобу. Важливим періодом у житті чоловіки-інки була 6 категорія, що називалася «сайя паяк». Молодий чоловік цього віку, тобто від 18 до 25 років, повинен був знаходитися на військовій службі, дуже часто він служив і як кур'єр-часкі. До 7 категорії належав сам пурех, голова родини. 8 категорія включала чоловіків у віці від 50 до 80 років. Від них імперія вже не вимагала такої важкої фізичної роботи на полях. Крім усього іншого, вони займалися вихованням дітей свого селища. Ще більш літні чоловіки понад 80 років) належали до вікової категорії «глухі старі».
До двом першим категоріям жінок відносилися немовлята та малята, що не мали ніяких обов'язків. Починаючи з третьої вікової категорії (від 5 до 9 років), дівчатка повинні були вже допомагати по дому, в цьому ж віці вони починали вчитися якомусь ремеслу. Деяких дівчаток третьої вікової категорії відправляли в будинок «наречених Сонця». Представниці 4 категорії — дівчата віком від 9 до 12 років — допомагали працювати в полі, збирали трави або самостійно займалися ткацтвом. Дівчата 5 — у віці від 12 до 18 років — все ще продовжували жити в сім'ї своїх батьків. Під страхом смертної кари вони зобов'язані були зберігати свою невинність. Деяких спеціально відібраних дівчат цього віку віддавали в дім «наречених Сонця».
Тільки після досягнення 18 років, тобто після переходу в шосту категорію, молоді жінки Тауантінсую мали право вийти заміж. При цьому, якщо чоловік зобов'язаний був одружитися, то дівчина могла залишитися і незайманою. У цьому випадку вона нерідко ставала наложницею одного з державних чиновників.

### Одяг та житло
Зазвичай родина інків сама забезпечувала себе усім необхідним — їжею, одягом та взуттям. Чоловіки носили короткі, до колін, штани «уара», що служили одночасно ознакою зрілості. Носили вони також сорочку без рукавів — «унку». На жінках були довгі вовняні «анак», які надягали через голову і стягували в талії широким, красиво прикрашеним поясом. У холодну погоду чоловіки (а іноді й жінки) носили довгі теплі вовняні плащі. Представники обох статей носили на ногах сандалі «асуту», зроблені з вовни лам. Жителі окремих областей Тауантінсуйу, а також представники окремих племен відрізнялися один від одного не стільки одягом, скільки головним убором, зокрема в районі Куско носили пласкі шапки.
Сім'ї у сільській місцині жили в примітивних житлах без вікон і без будь-яких меблів. Їх хатини обігрівалися керамічної грубкою, паливом для неї служили екскременти лам. Звичайний житловий будинок у місті являв собою обгороджену глухою стіною садибу (каанча}, всередині якої знаходилося від 3 до 8 прямокутних будов, звернених входами на центральний двір. Будови були порівняно великими — від 9 до 14 м завдовжки і 4-6 м завширшки . Під дахом знаходилося горище, в рідкісних випадках мався і другий поверх. Подібну садибу займала родина з трьох поколінь родичів, рідше — подружжя з маленькими дітьми. Околиці міст виглядали інакше, ніж основний масив забудови. Тут розміщувалися круглі в плані житла, середнім діаметром трохи більше 6 м. На відміну від каанча з їх досить капітальними кам'яними стінами, круглі будинки зводилися переважно з неміцних матеріалів, іноді навіть з дерну, лише їх цоколь робився кам'яним.

## Родина знаті
Представники знатних верств населення брали шлюб з представницями свого класу, від яких мали законних спадкоємців свого статусу та багатств. Водночас вони могли мати наложниць. Їх кількість залежали від місця у суспільній ієрархії. Ункокамайок (той, хто відповідав за життя 1 млн пурех) мав право на 30 наложниць, 10 тис. пурех — 20.

## Родина Сапа Інки
Сапа мав лише 1 законну дружину («койя») та водночас багато наложниць, зокрема міг вступати в стосунки з «нареченими Сонця». Уойя отримувала свій статус завдяки чоловікові. Койї мали два головних обов'язки — бути офіційною дружиною верховного володаря імперії і матір'ю майбутнього правителя. Її також називали «піуісуармі», що значить «дружина», і «мамануармі», тобто «мати». В інших випадках койю називають «уачакуяк», що означає «та, яка дбає про нещасних». Виходячи з обов'язків койї, інки називали її «донькою Сонця», а також «донькою Місяця», оскільки Місяць в імперії був покровителем жінок.
Сапа Інка та його дружина мали бути з одного роду. Остаточно шлюби між імператорськими родичами закріпив Інка Пачакутек, водночас заборонивши це іншим мешканцям імперії. Кровозмісні шлюби правителів імперії, на думку інків, відтворювали праісторію цього роду. Священне Сонце, коли його сотворили, взяло в дружини свою сестру Місяць. В цьому божественному кровному союзі народилася перший Інка, Манко Капак, і перша койя, Мама Окльо. Сапа Інка брав шлюб з рідною або зведеною сестрою по батьківській лінії. Весільна церемонія Інки та койї та святкування цього тривали до 30 днів.
Койя проводила час здебільшого в суспільстві служниць, разом з якими ткала тканини і які догоджали її співом і танцями. Розвагою для койї слугували тварини з маленького домашнього звіринцю та різнокольорові птахи. Значну частину дня койя присвячувала своєму туалету. Вона користувалася рум'янами, отриманими з рослини ачіоте (Bixa orellana). Особливо багато уваги приділяла зачісці. Водночас значний час приділяла благодійності, турботі про хворих, калік та інших убогих жителів імперії.

## Імена
До 2 років інки не мали імен. Після цього відбувалася церемонія «рутучикой» на кшталт хрестин, що перекладається «постриг волосся». Кум, тобто той, хто підстригав дитині волосся і нігті, давав йому натомість різні цінні подарунки: прикраси, шерсть. Він же давав дитині перше ім'я. Друге — дитина отримувала у 10-14 років. Чоловіки часто мали і прізвиська. Так, наприклад, ім'я самого останнього легального Інки до початку конкісти — Уаскара, було його прізвиськом. Для цього відбувався обряд дозрівання («уарачикой» — у хлопців; «кікучикой» — у дівчат).
Як особисті імена мешканці Тауантінсую зазвичай обирали назви навколишніх речей і предметів. Чоловіки, що вважалися від природи марнолюбними (особливо представники еліти), отримували імена, які в мові кечуа означали особливі якості характеру. Так, слово «Капак», представлене вже в імені першого Інки, значить «багатий», «знатний», «Сінчі» — «сильний», «Тіту» — «вільний», «Юпанкі» — «шановний». Іноді як імен людини обирали назву тварини, зовнішність якого, на думку інків, збігалася з рисами обличчя або характеру людини. Так ім'я Уаман (Гуаман) означає «яструб». У деяких випадках використовувалося в переносному значенні і назва якоїсь хижого птаха: Контор співвідноситься, звичайно, з «кондор». Вельми поширене ім'я Амару можна перекласти як «змія» (або як «дракон»).
Аристократи імперії нерідко мали складні імена, що складаються з двох слів. Так, наприклад, чоловік-аристократ міг називатися Сінчі Амару, що буквально означає «сильна змія». Простий народ переважно задовольнявся одним-єдиним ім'ям. Жінки мали ім'я, що асоціювалося з більш ніжним явищем або рослиною. Вони могли носити такі імена, як «лист коки», («Кока») або ж, як принцеса з драми «Апу-Ольянтай» — Койлюр"(Зірка, що сміється"), Ронто, («Яєчко»).

## Привітання
Ама суа! Ама люлья! Ама келья! — одне з поширених привітання між мешканцями імперії. Перекладається як «Не будь ледачим, не бреши, не кради». Водночас були основними суспільно-моральними принципами в державі інків. Іншим відомим зверненням було «Хайлі!», тобто «Слава», «Хай живе».